# Diocesi di Nicosia

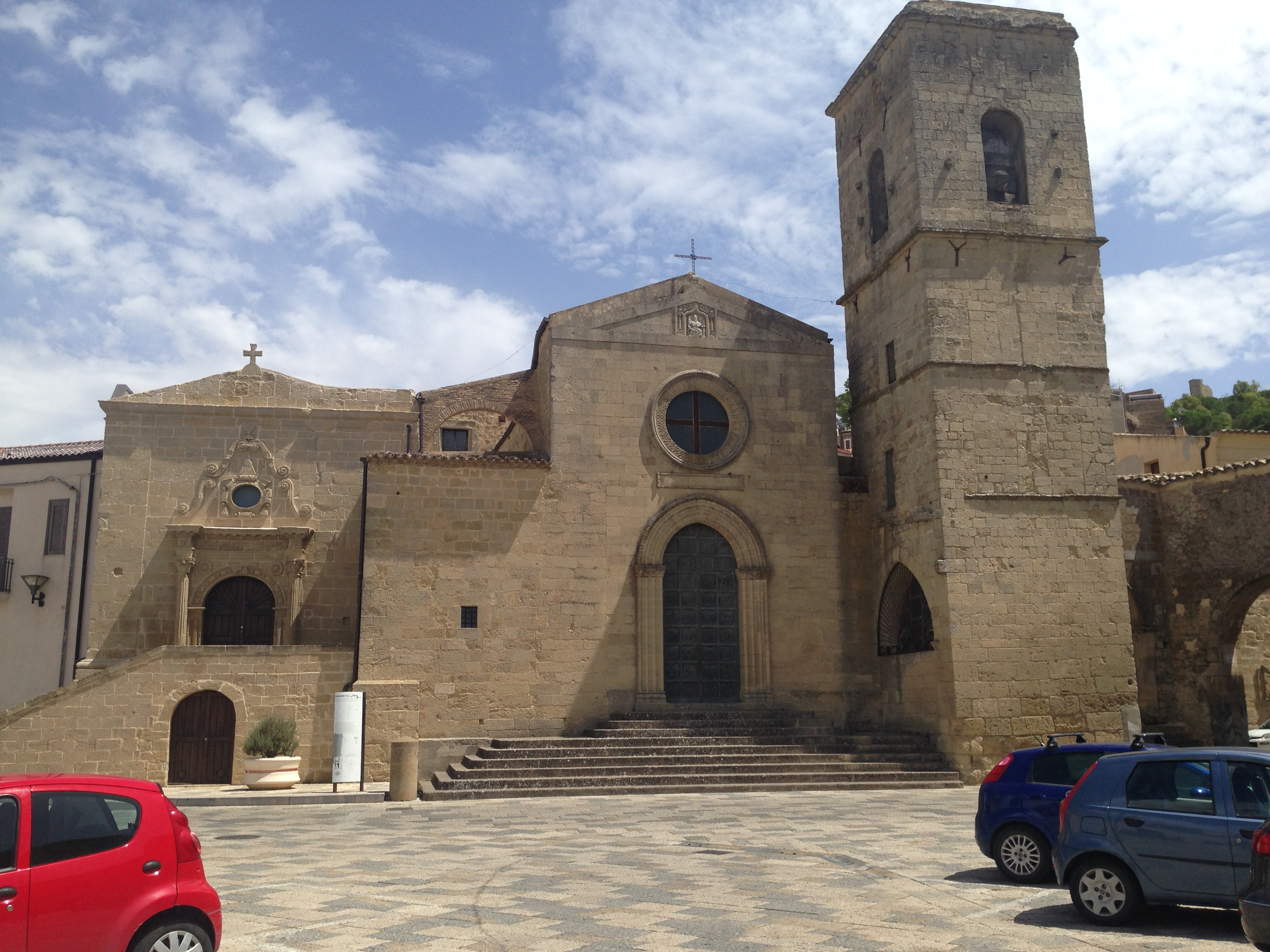
La basilica di San Leone di Assoro.

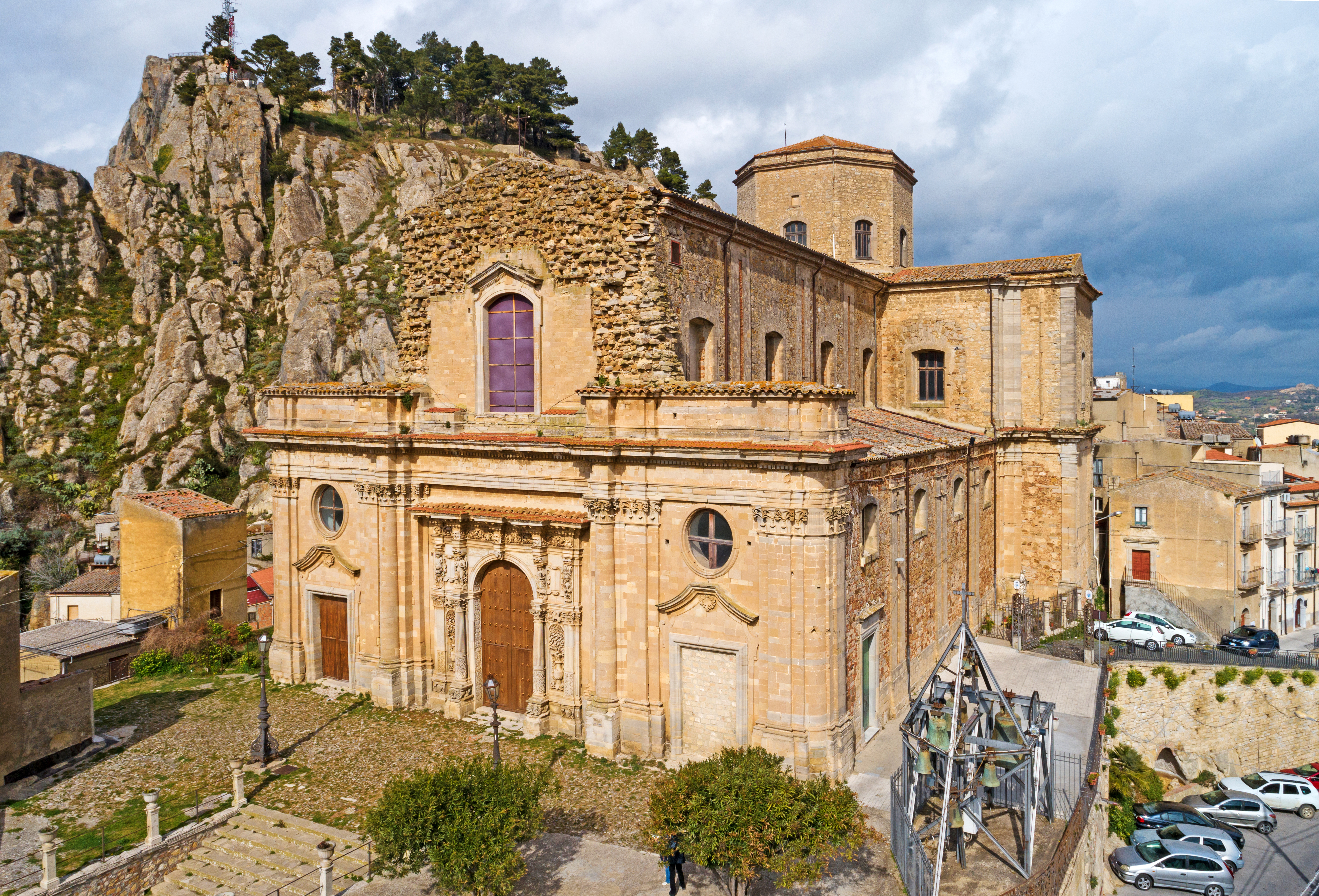
La basilica di Santa Maria Maggiore di Nicosia.

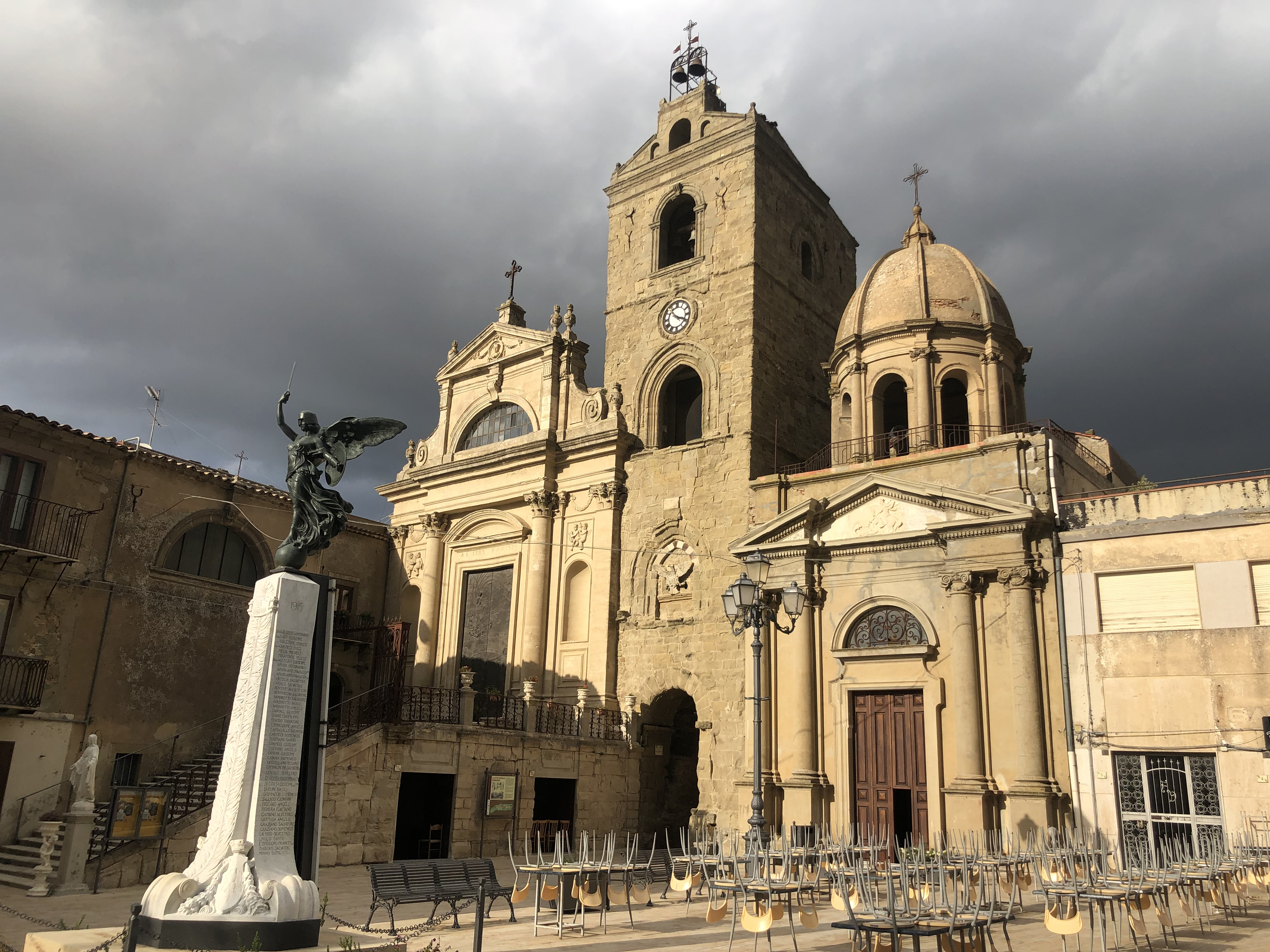
L'ex cattedrale di Maria Santissima Assunta a Troina.

La diocesi di Nicosia (in latino Dioecesis Nicosiensis o Herbitensis) è una sede della Chiesa cattolica in Italia suffraganea dell'arcidiocesi di Messina-Lipari-Santa Lucia del Mela, appartenente alla regione ecclesiastica Sicilia. Nel 2023 contava 70.610 battezzati su 71.610 abitanti. È retta dal vescovo Giuseppe Schillaci.

## Territorio
La diocesi, situata nella Sicilia centrale, comprende 12 dei 20 comuni del libero consorzio comunale di Enna: Agira, Assoro (con la frazione di San Giorgio), Catenanuova, Centuripe (con la frazione di Carcaci), Cerami, Gagliano Castelferrato, Leonforte, Nicosia (con la frazione di Villadoro), Nissoria, Regalbuto, Sperlinga, Troina.
Sede vescovile è la città di Nicosia, dove si trova la cattedrale di San Nicola di Bari. Nel territorio sorgono anche due basiliche minori: la basilica di San Leone ad Assoro, e la basilica di Santa Maria Maggiore a Nicosia. A Troina, inoltre, si trova l'ex cattedrale di Maria Santissima Assunta, sede dell'antica diocesi siciliana di epoca normanna.
Il territorio si estende su 1.457 km² ed è suddiviso in 40 parrocchie, raggruppate in 4 vicariati:
- vicariato 1: comprende 9 parrocchie degli abitati di Nicosia, Sperlinga e Villadoro;
- vicariato 2: comprende 7 parrocchie degli abitati di Catenanuova, Centuripe e Regalbuto;
- vicariato 3: comprende 8 parrocchie degli abitati di Cerami, Gagliano Castelferrato e Troina;
- vicariato 4: comprende 16 parrocchie degli abitati di Agira, Assoro, Leonforte e Nissoria.

## Storia
La nascita della diocesi di Nicosia faceva parte del piano di ampliamento delle diocesi siciliane per favorire la cura pastorale delle popolazioni, deciso dal parlamento di Sicilia e presentato al re Ferdinando III il 5 aprile 1778. Il re, favorevole al progetto, dette incarico alla Deputazione del Regno di studiare la fattibilità dell'operazione, previa una indagine conoscitiva in vista di un riesame complessivo delle diocesi dell'isola. La notizia dell'erezione di nuove diocesi iniziò ben presto a suscitare il malcontento delle diocesi interessate; e così a Messina si fece di tutto per ostacolare la cessione di parte del proprio territorio per l'erezione della diocesi di Nicosia, una delle nuove diocesi previste nel progetto riformatore.
La Deputazione del Regno dovette affrontare anche un'altra questione, ossia a quale delle città assegnare la sede vescovile. Infatti Troina iniziò a far valere la sua antichità e il fatto di essere stata la prima diocesi siciliana eretta dal normanno Ruggero, e ora chiedeva la restituzione della sede che all'epoca era stata traslata a Messina. Alla fine tuttavia fu scelta la città di Nicosia, dove la Deputazione dovette risolvere un altro problema di non poco conto, ossia la rivalità fra i canonici delle due collegiate, San Nicola e Santa Maria Maggiore, che reclamavano la cattedralità della propria chiesa.
L'iter di fondazione delle nuove diocesi fu interrotto durante il periodo della rivoluzione francese e ripreso dal parlamento siciliano il 24 marzo 1802, quando fu presentata una nuova istanza per il riordino delle diocesi siciliane, accolta anche questa volta favorevolmente dal re. L'iter fu nuovamente rallentato dagli eventi politici internazionali e da "pressioni campanilistiche" di città che volevano la sede episcopale. Finalmente, dopo il congresso di Vienna si diede attuazione alle prime decisioni.
La diocesi di Nicosia fu eretta da papa Pio VII il 17 marzo 1817 con la bolla Superaddita diei, ricavandone il territorio dall'arcidiocesi di Messina, di cui divenne suffraganea. Fu scelta come cattedrale la chiesa di San Nicola di Bari; la collegiata di Santa Maria Maggiore fu ricompensata con l'assegnazione del titolo di basilica minore il 1º marzo 1818.
Inizialmente comprendeva 19 comuni e assunse l'attuale assetto territoriale con le modifiche eseguite il 20 maggio 1844 per effetto della bolla In suprema di papa Gregorio XVI, e con la cessione di Marianopoli e di Resuttano a vantaggio dell'erezione della diocesi di Caltanissetta il 25 maggio successivo.
I primi vescovi di Nicosia dovettero lottare, per oltre un secolo, con le autorità comunali per ottenere il possesso degli immobili destinati a fungere da palazzo episcopale e da seminario. Finalmente nel 1889 la diocesi ottenne l'antico monastero di San Biagio come sede del seminario, mentre è solo del 1937 la cessione del palazzo dei baroni La Motta, che divenne la residenza episcopale. Dal punto di vista pastorale, la diocesi si dette le regole di governo e di gestione delle attività nei due sinodi indetti dal vescovo Bernardo Cozzucli nel 1883 e nel 1893. Un terzo sinodo fu celebrato negli anni di episcopato di Salvatore Pappalardo (1998-2008).
Agostino Felice Addeo, vescovo di Nicosia, presentando ai presbiteri diocesani il nuovo Codice di diritto canonico, nel centenario dell'istituzione della diocesi, scrisse: «Il Re Ferdinando I volle che, questo popolo a lui soggetto e devoto, fosse ben istruito e fortificato nella credenza di Dio, a Lui inclinato ad amarlo e servirlo nell'osservanza della sua legge e nella pratica dei suoi sacramenti. E perciò rivolse al Pontefice Papa Pio VII supplichevoli preci per aumentare il numero dei Vescovadi nella Sicilia. E così per desiderio del Re e volere del Pontefice, sorse la novella Diocesi, si eresse in Episcopato la città, e cento anni di benedizione passarono su questo popolo, che ha saputo scegliere Dio per suo Signore».

## Cronotassi dei vescovi
Si omettono i periodi di sede vacante non superiori ai 2 anni o non storicamente accertati.
- Gaetano Maria Avarna † (26 giugno 1818 - 1841 deceduto)
  - Sede vacante (1841-1844)
- Rosario Vincenzo Benza † (25 luglio 1844 - 20 novembre[7] 1847 deceduto)
  - Sede vacante (1847-1851)
- Camillo Milana † (17 febbraio 1851 - 6 settembre 1858 deceduto)
- Melchiorre Lo Piccolo † (23 dicembre 1858 - 8 maggio 1881 deceduto)
- Bernardo Cozzucli † (18 novembre 1881 - 3 novembre 1902 deceduto)
- Ferdinando Fiandaca † (22 giugno 1903 - 10 aprile 1912 nominato vescovo di Patti)
- Agostino Felice Addeo, O.S.A. † (15 maggio 1913 - 1º luglio 1942 dimesso[8])
- Pio Giardina † (8 agosto 1942 - 18 febbraio 1953 deceduto)
- Clemente Gaddi † (24 giugno 1953 - 21 luglio 1962 nominato arcivescovo coadiutore di Siracusa)
- Costantino Trapani, O.F.M. † (4 ottobre 1962 - 29 ottobre 1976 nominato vescovo coadiutore di Mazara del Vallo)
- Salvatore Di Salvo † (20 dicembre 1976 - 9 aprile 1984 dimesso[9])
- Pio Vittorio Vigo † (7 marzo 1985 - 24 maggio 1997 nominato arcivescovo di Monreale)
- Salvatore Pappalardo (5 febbraio 1998 - 12 settembre 2008 nominato arcivescovo di Siracusa)
- Salvatore Muratore (22 gennaio 2009 - 23 aprile 2022 ritirato)
- Giuseppe Schillaci, dal 23 aprile 2022

## Santi
Santo Patrono
- San Nicola di Bari, patrono della diocesi e titolare della chiesa cattedrale

Santi originari della diocesi
- San Filippo d'Agira
- San Silvestro da Troina
- San Felice da Nicosia
- San Luca Casali da Nicosia

## Statistiche
La diocesi nel 2023 su una popolazione di 71.610 persone contava 70.610 battezzati, corrispondenti al 98,6% del totale.
| anno | popolazione | popolazione | popolazione | presbiteri | presbiteri | presbiteri | presbiteri                | diaconi | religiosi | religiosi | parrocchie |
| anno | battezzati  | totale      | %           | numero     | secolari   | regolari   | battezzati per presbitero | diaconi | uomini    | donne     | parrocchie |
| ---- | ----------- | ----------- | ----------- | ---------- | ---------- | ---------- | ------------------------- | ------- | --------- | --------- | ---------- |
| 1950 | 117.600     | 120.000     | 98,0        | 117        | 104        | 13         | 1.005                     |         | 20        | 110       | 30         |
| 1969 | 97.056      | 97.295      | 99,8        | 94         | 86         | 8          | 1.032                     |         | 11        | 134       | 35         |
| 1980 | 107.300     | 107.900     | 99,4        | 89         | 81         | 8          | 1.205                     |         | 10        | 106       | 40         |
| 1990 | 85.000      | 88.000      | 96,6        | 76         | 70         | 6          | 1.118                     |         | 12        | 109       | 41         |
| 1999 | 83.500      | 84.135      | 99,2        | 65         | 60         | 5          | 1.284                     |         | 18        | 85        | 41         |
| 2000 | 83.200      | 83.635      | 99,5        | 67         | 64         | 3          | 1.241                     |         | 15        | 81        | 41         |
| 2001 | 83.675      | 84.128      | 99,5        | 69         | 65         | 4          | 1.212                     |         | 10        | 71        | 40         |
| 2002 | 81.650      | 82.270      | 99,2        | 70         | 66         | 4          | 1.166                     |         | 9         | 67        | 40         |
| 2003 | 81.300      | 81.612      | 99,6        | 65         | 61         | 4          | 1.250                     |         | 9         | 52        | 40         |
| 2004 | 81.250      | 81.500      | 99,7        | 66         | 62         | 4          | 1.231                     |         | 12        | 61        | 40         |
| 2013 | 78.727      | 79.068      | 99,6        | 61         | 55         | 6          | 1.290                     | 7       | 11        | 40        | 40         |
| 2016 | 76.750      | 77.296      | 99,3        | 56         | 52         | 4          | 1.370                     | 8       | 8         | 40        | 40         |
| 2019 | 74.100      | 75.000      | 98,8        | 44         | 40         | 4          | 1.684                     | 8       | 9         | 30        | 40         |
| 2021 | 72.290      | 73.171      | 98,8        | 42         | 37         | 5          | 1.721                     | 10      | 9         | 29        | 40         |
| 2023 | 70.610      | 71.610      | 98,6        | 39         | 35         | 4          | 1.810                     | 10      | 6         | 25        | 40         |